# Oncheon-dong, Busan
Oncheon-dong (koreanska: 온천동) är en stadsdel i Busan, i den sydöstra delen av Sydkorea, 300 km sydost om huvudstaden Seoul. Den ligger i stadsdistriktet Dongnae-gu.

## Indelning
Administrativt är Oncheon-dong indelat i:
| Namn    | Namn                | Yta km² | Invånare 31 dec 2019 |
| ------- | ------------------- | ------- | -------------------- |
| 온천1동 | Oncheon 1(il)-dong  | 1,95    | 19 228               |
| 온천2동 | Oncheon 2(i)-dong   | 2,57    | 15 704               |
| 온천3동 | Oncheon 3(sam)-dong | 1,71    | 38 491               |